# Eufrosina Popescu
Eufrosina Popescu (c. 1821-1900) fue una actriz y cantante de ópera rumana.

## Biografía
Nacida en la década de 1820, tuvo una cuidada educación y una instrucción superior y sintió desde su juventud interés por el arte dramático y en especial por el canto. Bajo el nombre de «E. Marcalini» se la encontraba hacia 1845 actuando en numerosos escenarios de Europa, cantando con gran éxito en ciudades como Milán, Venecia, Palermo y Florencia, en diversas óperas. Sin embargo al poco tiempo regresó a Rumanía e ingresó en el Teatro Nacional. En 1891 se jubiló. Eufrosina Popescu se distinguió en los papeles de «mumă mobilă» y en las comedias llamadas «de salón», gracias, en opinión de Rosetti, a «su perfecta dicción y la elegancia de su actuación». Falleció el 3 de noviembre de 1900. También se la conoció como «Eufrosina Vlasto» y «Eufrosina Marcolini».